# 大阪国際工科専門職大学
大阪国際工科専門職大学（おおさかこくさいこうかせんもんしょくだいがく、英語: International Professional University of Technology in Osaka、略称：IPUT）は、大阪府大阪市に本部を置く私立の専門職大学である。

## 概観
2021年4月に日本教育財団により設置された。工科学部の1学科体制で、情報工学科とデジタルエンタテインメント学科が開設されている。情報工学科を卒業すると「情報工学士（専門職）」の学位が授与され、デジタルエンタテインメント学科を卒業すると「デジタルエンタテインメント学士（専門職）」の学位が授与される。
大阪駅・梅田駅の地下街に直結した、大阪モード学園・HAL大阪総合校舎にキャンパスが置かれている。校舎は、2つのビルが融合し一体となった形状となっており、同じビル（梅田3丁目3番1号）には日本教育財団が設置するHALも入居している。融合している隣のビル（梅田3丁目3番2号）には同じく日本教育財団が設置する大阪モード学園が入居している。

## 沿革
- 2021年4月 - 設立（工科学部情報工学科、デジタルエンタテインメント学科）

## 組織
- 工科学部
  - 情報工学科（募集人員 120名）
    - AI戦略コース
    - IoTシステムコース
    - ロボット開発コース

  - デジタルエンタテインメント学科（募集人員 40名）
    - ゲームプロデュースコース
    - CGアニメーションコース

## 公式サイト
- 大阪国際工科専門職大学